# Librairie La Pléiade
La Librairie La Pléiade est une librairie indépendante créée à Port-au-Prince en 1962. Installée dans deux emplacements, à Pétion-Ville et au centre-ville de Port-au-Prince, elle est une référence en Haïti en matière d’ouvrages universitaires et littéraires, de revues et livres en sciences humaines et sociales. Elle est membre de l’Association internationale des libraires francophones (AILF).

## Historique
La librairie La Pléiade est créée en 1962 par Daniel Lafontant, avocat, homme de lettres et professeur de littérature, en pleine période de la dictature de François Duvalier. Située à l’époque au centre commercial et historique de Port-au-Prince, à la rue des Miracles, un peu dans le voisinage de la Cathédrale, elle avait le profil d’une librairie généraliste, avec un fort accent sur la littérature.
Lieu de rencontres et de rendez-vous littéraires et culturels, elle a accueilli des ventes-signatures d’écrivains qui occupent aujourd’hui la scène littéraire du pays. À la mort de Lafontant, ses deux filles, Solange et Monique Lafontant, prennent sa direction.
En 2001, Monique Lafontant inaugure une succursale de la librairie à Pétion-Ville. Elle s’offre alors une autre clientèle, en apparence plus aisée, et sa côte s’agrandit.    
En 2004, le pays fait face à de graves troubles politiques. L’insécurité galopante pousse la librairie à fermer ses portes au bas de la ville. En 2005, elle rouvre à nouveau dans le quartier de Bois-Patate, près de Turgeau. À cela s’ajoute la Papeterie La Pléiade.
En 2010, le pays est frappé par un violent séisme. La succursale de Bois-Patate n’a pas résisté, elle s’est effondrée. Trois années plus tard, soit en décembre 2013, elle est remise sur pied. Le jour de son inauguration le 14 février 2014, une foule compacte a défilé dans les nouveaux locaux. Avec ce relèvement, soutient Solange Lafontant, « la librairie est devenue pour nous une véritable raison de vivre ».  

## Présentation de la librairie
La librairie La Pléiade comprend deux magasins sur deux sites différents. Au centre-ville, elle dispose d'une surface de plus de 450 m2. Elle a également un espace de stockage en sous-sol et la papeterie dans le bâtiment d’à côté.   
À Pétion-Ville, dans les locaux du centre commercial Complexe Promenade, elle dispose de deux espaces de vente. Le premier est réservé aux livres pour adultes et les ouvrages généraux. Le second se trouve à l’étage et est plutôt consacré à la littérature jeunesse, les ouvrages encyclopédiques, les dictionnaires, les livres de cuisine et beaux-arts.    
La librairie prend une part assez active à la vie culturelle et intellectuelle du pays. En plus d’assurer la distribution, la commercialisation des ouvrages du pays et d’ailleurs, elle joue aussi un rôle de médiation en s’associant à l’organisation d’activités littéraires et culturelles telles des ventes-signatures, lectures et spectacles. 
En 2016, elle accueillie des activités dans le cadre du festival Étonnants-Voyageurs Haïti et à plusieurs reprises. Elle s’est associée à Livres en Folie et le Festival de théâtre Quatre Chemins pour des lectures scéniques.  
Librairie à vocation francophone, La Pléiade est malheureusement la seule librairie professionnelle du pays. 